# Isla Chelín
Chelín es una isla del sur de Chile localizada en el archipiélago de Chiloé, Región de Los Lagos. Posee una superficie de 12 km² y una población, al 2017, de 242 habitantes. Junto con isla Quehui, integra la comuna de Castro. La isla es conocida por su iglesia del mismo nombre, perteneciente al conjunto de iglesias chilotas declaradas por la Unesco como Patrimonio de la Humanidad.

## Descripción
Se encuentra en Chiloé central, rodeada por: isla Quinchao al norte, isla Quehui al sur, isla Lemuy al oeste y la península de Rilán hacia el noroeste. Tiene una forma alargada, de norte a sur, de aprox. 6,3 km de longitud, y una superficie de 12 km². La principal localidad es el caserío de Chelín Bajo, el cual se localiza en el extremo sur de la isla. El sector norte de la isla se conoce como Huechu-Chelín.
Se cree que su nombre procede del idioma de los chonos y que significa «cerro pequeño».

## Historia
Registros parroquiales de 1734 hablan de Chelín como un «pueblo de indios con capilla». En las primeras décadas que siguieron a la incorporación de la provincia de Chiloé a Chile, la isla dependió del departamento de Lemuy. Posteriormente, en 1855 —tras la reducción del número de los departamentos de la provincia de diez a cuatro—, quedó bajo la administración del departamento de Castro. Hacia 1865, según el censo de ese año, la isla contaba con 739 habitantes.
Junto con isla Quehui, en 1891 conformó la nueva comuna de Chelín, que tuvo como cabecera la villa del mismo nombre. En 1907, su población ya alcanzaba las 1197 personas, lo que sería su máximo histórico. La comuna sería disuelta en 1928, con lo cual las dos islas quedarían definitivamente integradas a la comuna de Castro.
En 2000 la iglesia Nuestra Señora del Rosario de Chelín —cuya estructura vigente data de 1888—, fue declarada Monumento Histórico Nacional, y semanas más tarde Patrimonio de la Humanidad por la Unesco.
El entorno de la iglesia fue declarado zona típica en 2016. El polígono protegido incluye la explanada frente a la iglesia, el cementerio, el camino principal, la gruta-mirador —punto más alto de la villa—, el entorno costero de la iglesia y la rampa y refugio de navegación.
Según al censo de 2017, a ese año la isla contaba con 242 habitantes. de los cuales 31 vivían en la villa de Chelín Bajo.

## Servicios
La economía de la isla está basada fundamentalmente en la agricultura de subsistencia, y en menor medida la recolección de algas. También existen servicios turísticos, potenciados por fiestas costumbristas en periodo estival.
La isla cuenta con una posta rural y dos escuelas básicas (en Chelín Bajo y en Huechu-Chelín). También en Huechu-Chelín se encuentra la capilla de la Virgen de Lourdes, representante —al igual que la iglesia de Chelín Bajo— de la escuela chilota de arquitectura religiosa.

## Conectividad
Existe un servicio de lancha de pasajeros subsidiado que realiza el viaje Quehui → Chelín → Castro (y retorno) una vez al día, de lunes a domingo.

## Medios de comunicación
No existen medios de comunicación locales, pero se reciben canales de televisión abierta y varias emisoras de radio de otras islas y del resto del país.
También se pueden sintonizar  canales analógicos y canales digitales proveniente de Castro 